# Pleurogonium californiense
Pleurogonium californiense is een pissebed uit de familie Paramunnidae. De wetenschappelijke naam van de soort is voor het eerst geldig gepubliceerd in 1951 door Robert J. Menzies.